# دستگیری و محاکمه سیزده یهودی در شیراز ۱۳۷۷
زمستان ۱۳۷۷ خورشیدی وزارت اطلاعات ایران ۱۳ ایرانی یهودی را به اتهام جاسوسی برای موساد دستگیر کرد. دستگیرشدگان ۵ بازرگان، یک ربی، ۲ استاد دانشگاه، ۳ معلم، یک قصاب کوشر و یک پسر ۱۶ ساله کلیمی بودند. بیشتر این افراد در شیراز و بقیه در اصفهان بازداشت شدند. دستگیری آنان واکنش‌های گسترده جهانی در پی داشت. پس از محاکمه ۳ نفر آزاد شدند و برای ۱۰ نفر احکام ۴ تا ۱۳ سال زندان صادر شد. دو ایرانی مسلمان متهم به همدستی با این افراد نیز به حبس محکوم شدند. 
موضوع اصلی اتهام این بوده که خلبان یهودی یک هواپیمای سمپاش توسط همسر یک ربی اغوا شده تا از پادگانهای نظامی عکسبرداری کند. یک سال پس از صدور حکم دادگاه، در مجازات آنها تخفیف داده شد و برای عدم جلب توجه رسانه‌ها، این افراد به تدریج در دسته‌های دو سه نفری آزاد شدند و نهایتا آخرین دسته، در فوریه ۲۰۰۳ از ایران خارج شده و به اسراییل رفتند.
گروه‌های یهودی سراسر جهان و دولت اسرائیل کمپین‌هایی برای فشار جهانی بر حکومت ایران را سازمان‌دهی کردند. در نتیجه فشارهای جهانی و مذاکرات محرمانه این افراد به تدریج در دسته‌های کوچک آزاد شدند و آخرین آن‌ها در فوریه ۲۰۰۳ (بهمن ماه ۱۳۸۳) از ایران خارج شدند. همگی این افراد به همراه خانواده‌هایشان به اسرائیل مهاجرت کردند.

## دادرسی
هاشمی رفسنجانی در دیدار دوشنبه ۱۴ تیرماه ۱۳۷۸ خود با علی باقری و امیر تهرانی از معاونان وزارت اطلاعات از قول آنها می‌نویسد که موضوع اصلی اتهام این بوده که خلبان یهودی یک هواپیمای سمپاش توسط همسر یک ربی اغوا شده تا از پادگانهای نظامی عکسبرداری کند. و اینکه سند دیگری غیر از اعتراف بعضی از متهمان ندارند و ممکن است متهمان در دادگاه منکر شوند.  به علاوه از سید محمد خاتمی نقل می‌کند که علی ربیعی به او گفته محتوای پرونده از نظر وی برای اثبات جاسوسی کافی نیست اما رهبر ایران نظر علی ربیعی را نادرست می‌دانست. 
رسیدگی به اتهامات دستگیرشدگان در شعبه ۳ دادگاه انقلاب استان فارس در شیراز به ریاست قاضی «صادق نورانی» انجام شد. وکیلان این متهمان به غیرعلنی بودن دادگاه معترض بودند و اسماعیل ناصری، وکیل ارشد متهمان، به رسانه‌ها گفت: «ما به اقرار متهمان در برابر دوربین صدا و سیما اعتراض داریم، زیرا اقرار در جمع خود نوعی مجازات است. صدا و سیما دادگاهی تشکیل داد که جز دادگاه صحرایی نمی‌توان نام دیگری بر آن نهاد، ما به عنوان وکلای متهمان در این دادگاه اجازه هیچ دفاعی از آنها را پیدا نکردیم.» کاردار سفارت‌خانه‌های هلند و سوئد و نمایندگان سفارت‌خانه‌های آفریقای جنوبی و استرالیا در برخی جلسات دادگاه حاضر بودند. نهایتاً پرونده در ۱۷ جلد و ۲۷۵۳ صفحه نوشته شد و حکم نهایی در ۷۱ صفحه صادر شد، ۳ یهودی تبرئه شدند و ۱۲ نفر (شامل ۱۰ یهودی و ۲ مسلمان) به احکامی از ۴ تا ۱۳ سال زندان محکوم شدند. احکام صادر شده اولیه چنین بود:
- حمید (دنی) تفلین: ۱۳ سال
- عاشر زادمهر: ۱۳ سال
- ناصر لوی حییم: ۱۱ سال
- رامین فرزام: ۱۰ سال
- جاوید بیت یعقوب: ۹ سال
- فرهاد سله: ۸ سال
- شاهرخ پاک‌نهاد: ۸ سال
- فرزاد کاشی: ۸ سال
- فرامرز کاشی: ۵ سال
- رامین نعمتی‌زاده ۴ سال
- علی‌اکبر صفایی (مسلمان): ۲ سال
- مهراب یوسفی (مسلمان):۲سال
- نوید بالازاده (۱۶ ساله): تبرئه شد.
- نجات بروخیم (بروقی): تبرئه شد.
- امید تفلین: تبرئه شد.

## واکنش‌های داخلی
بازداشت و محاکمه ایرانیان یهودی به اتهام جاسوسی برای اسراییل موجی از نگرانی را در جامعه یهودیان ایران به وجود آورد و باعث واکنش‌های بین‌المللی و سازمان‌های دفاع از حقوق بشر شد. خانواده‌های زندانیان از، سید علی خامنه‌ای، رهبر ایران، خواستند دستگیرشدگان را مورد عفو قرار دهد. محمد یزدی (رئیس قوه قضاییه) خرداد ۱۳۷۸ در نماز جمعه تهران در واکنش به اعتراض غربی‌ها خبر داد که این افراد به جرم خیانت و جاسوسی محاکمه خواهند شد و گفت: «حکم دادگاه در باره این افراد را حتی اگر اعدام باشد اجرا خواهیم کرد و به حرف آمریکا و رژیم صهیونیستی گوش نخواهیم داد.» احمد جنتی در نماز جمعه ۱۹ فروردین ۱۳۷۹ گفت: «این افراد جاسوسانی هستند که به منافع شما[آمریکایی‌ها] خدمت می‌کردند، آنها یهودی هستند و … طبیعتاً دشمن مسلمانان‌اند.»
روزنامه جمهوری اسلامی در سرمقاله خود نوشت: «حمایت واشینگتن از جاسوسان نشان می‌دهد ایالات متحده هنوز دشمن مردم ایران است، و این باید درسی باشد برای کسانی که در داخل کشور از عادی‌سازی رابطه با آمریکا حمایت می‌کنند.» محمد خاتمی (رئیس‌جمهور ایران) وعده برگزاری دادگاه عادلانه را داد و گفت پاسداری از اقلیت‌ها وظیفه اوست، او پس از واکنش‌های داخلی گفت: «برخی افراد از هر روشی استفاده می‌کنند تا برنامه‌های دولت را خراب کنند.» حمیدرضا آصفی (سخنگوی وزارت خارجه ایران) هم از اظهار نظرات عجولانه برخی افراد اظهار تاسف کرد و دستگیری افراد را به دلیل یهودی بودن رد کرد و گفت: «با این افراد عادلانه برخورد شد و براساس قوانین ایران محاکمه شدند.»
پس از انتصاب محمود هاشمی شاهرودی به ریاست قوه قضائیه ایران، موریس معتمد (نماینده کلیمیان در مجلس) با او ملاقات داشت و شاهرودی به او قول مساعدت داد. یک سال بعد خانواده‌های دستگیرشدگان با مهدی کروبی، رئیس مجلس شورای اسلامی ملاقات داشتند و از او خواستند برای عفو دستگیرشدگان تلاش کند.

## واکنش‌های جهانی
با توجه به اینکه اتهام این افراد جاسوسی بود و خطر اعدام آن‌ها را تهدید می‌کرد، تعداد زیادی از گروه‌های حقوق بشری و سازمان‌های یهودی سراسر دنیا دستگیری این افراد را محکوم کردند و برای آزادیشان تلاش کردند. گروه‌های یهودی در آمریکا و سراسر جهان کمپین‌هایی برای فشار بر حکومت ایران ترتیب دادند و تظاهرات‌هایی در برابر سفارت‌خانه‌های ایران برگزار شد. مقامات ایرانی این تلاش‌های گسترده را نشان جاسوس بودن متهمان دانسته و تهدید به صدور حکم اعدام کردند.
اتحادیه اروپا گسترش روابط اقتصادی با ایران را مشروط به آزادی زندانیان یهودی دانست. مادلین آلبرایت (وزیر خارجه آمریکا) اظهار خشم کرد و دولت ایالات متحده دستگیری‌ها را غیرقابل قبول خواند و خواستار آزادی فوری افراد شد. ایهود باراک (نخست‌وزیر اسرائیل) گفت این افراد هیچ‌گاه برای اسرائیل جاسوسی نکرده‌اند و از دبیرکل سازمان ملل، کوفی عنان، خواست برای رهایی دستگیرشدگان کمک کند. دو ربی ارشد اسرائیل از یهودیان ایران خواستند به اسرائیل مهاجرت کنند. جسی جکسون (کنشگر حقوق مدنی) گفت برای آزادی زندانیان با مقامات ایرانی در تماس است. برخی تحلیل‌گران غربی این رخداد را در ادامه فشار جریان تندرو بر جریان اصلاحات و تخریب وجه بین‌المللی دولت خاتمی می‌دانند.

## آزادی متهمان یهودی
یک سال پس از صدور حکم دادگاه در مجازات یهودیان تخفیف داده شد و برای عدم جلب توجه رسانه‌ها این افراد به تدریج در دسته‌های ۲–۳ نفری آزاد می‌شدند و نهایتاً آخرین دسته در سکوت خبری در فوریه ۲۰۰۳ از ایران خارج شد و به اسرائیل رفتند. یک ماه بعد گروه‌های یهودی آمریکایی در اعلامیه‌هایی از آزادی آنها خبر دادند ولی به دلیل همزمانی با حمله آمریکا به عراق بازتاب خبری زیادی نداشت. برای اولین بار نشنال اینترست در دسامبر ۲۰۱۳ جزئیاتی از مذاکرات مخفیانه برای آزادی زندانیان را منتشر کرد و با مالکولم هونلاین (رهبر جامعه یهودیان آمریکا) و «جیاندمینکو پیکو» (دستیار دبیرکل سازمان ملل) مصاحبه کرد. پیکو پیش از این در مذاکره با مقامات ایرانی برای آزادی ۱۱ گروگان غربی در لبنان نقش داشت و دیپلمات ارشد سازمان ملل برای مذاکرات پایان جنگ ایران و عراق بود و جایگاه خوبی در تهران داشت.
مالکولم هونلاین از طریق یک واسطه از پیکو می‌خواهد با مقامات ایرانی گفتگو کند. کوفی عنان (دبیرکل سازمان ملل) هم از پیکو درخواست همکاری می‌کند.
«به عنوان بخشی از این فرایند، من مجبور بودم در جلسات متعددی مستقیماً با خود خاتمی و دیگر رهبران عالی‌رتبه ایران صحبت کنم، که پوشش خوبی برای این عملیات بود. هاشمی رفسنجانی  یک بازاری بود ولی خاتمی یک تاجر بازاری نبود، او یک فیلسوف و متخصص الهیات بود که باید در آن سطح رفتار می‌شد. به خاتمی گفتم که با آزادی زندانیان هیچ‌چیز در برابرش نخواهد گرفت و کسی که گفتگو را آغاز کرده هم‌چنین می‌تواند کبوتر سفید [نماد صلح‌دوستی] را آزاد کند.»— جیاندمینکو پیکو، نشنال اینترست
پس از اینکه کاخ سفید خبردار می‌شود برای تعدادی حکم اعدام صادر شده با پیکو تماس می‌گیرند و به او خبر می‌دهند که مذاکرات او نتیجه‌ای نداشت. پیکو با رابط خود در دفتر ریاست‌جمهوری ایران تماس می‌گیرد و از آنها می‌خواهد که حکم اعدام را لغو کنند. پیکو می‌گوید: «من ریسک بزرگی کردم، بر سرشان فریاد می‌کشیدم، فقط فریاد می‌کشیدم.» چند روز بعد که احکام اعلام شد زندان از ۴–۱۳ سال صادر شده بود و حکم اعدامی صادر نشده بود. پیکو می‌گوید خاتمی نهایتاً موافقت کرد تا برای آزادی زندانیان تلاش کند. اما مشروط به دو مورد. یکی اینکه فشارهای جهانی دربارهٔ این پرونده بر ایران کاهش یابد. هونلاین که به عنوان رئیس عالی‌ترین شورای هماهنگی یهودیان آمریکا نفوذ زیادی داشت با این کار موافقت می‌کند. دومی هم اینکه زندانیان در دسته‌های کوچک در «فاصله‌های مناسب» آزاد شوند تا به نظر نرسد ایران در برابر فشار یهودیان آمریکا یا اسرائیل کوتاه آمده‌است.
آخرین گروه زندانیان در فوریه ۲۰۰۳ آزاد شده و از ایران خارج شدند و اولین خبرها از آزادیشان را رسانه‌های یهودیان آمریکا یک ماه بعد منتشر کردند؛ ولی به دلیل همزمانی با تهاجم به عراق در سال ۲۰۰۳ پوشش رسانه‌ای نداشت.